# Шулер, Диана
Диана Шулер (нем. Diana Schuler; род. 1981) — немецкая профессиональная снукеристка.

## Биография и достижения
Родилась 18 апреля 1981 года в Саарбрюкене.
Начала играть в бильярд в четырнадцать лет в кафе, которым владела родственница её подруги. После многих лет занятий бильярдом, переключилась на снукер. Профессионалом женского снукера стала в 2010 году. Её самый высокий рейтинг в женском мировом рейтинге был № 8. В 2013 году завоевала бронзовую медаль командного чемпионата Европы по снукеру.
В декабре 2014 года переехала в Дерби, Англия. В 2014 году она сыграла свой первый турнир на World Women's Snooker. Затем Диана Шулер стала снукерным функционером и в апреле 2015 года была назначена членом совета директоров и директором по маркетингу Всемирной ассоциации профессионального бильярда и снукера. Эти функции выполняла добровольно, продолжая выступать в соревнованиях. В 2018 году она впервые выиграла Чемпионат Германии по снукеру, после того, как уже трижды до этого выходила в полуфинал.